# Campionati nord-centroamericani e caraibici di atletica leggera 2018
I Campionati nord-centroamericani e caraibici di atletica leggera 2018 sono stati la 3ª edizione dei campionati nord-centroamericani e caraibici di atletica leggera e si sono svolti al Varsity Stadium di Toronto, in Canada, dal 10 al 12 agosto 2018. Il vincitore di ogni evento si è qualificato per la competizione dei Giochi Panamericani del 2019 a Lima in Perù.
Vi hanno preso parte 319 atleti di 29 paesi.

## Nazionali partecipanti
Tra parentesi è indicato il numero di atleti.
- Anguilla (1)
- Antigua e Barbuda (1)
- Aruba (1)
- Bahamas (13)
- Barbados (14)
- Bermuda (4)
- Canada (48)
- Costa Rica (5)
- Cuba (14)
- Dominica (2)
- El Salvador (2)
- Giamaica (40)
- Grenada (3)
- Guatemala (1)
- Haiti (9)
- Honduras (2)
- Isole Cayman (1)
- Isole Vergini Americane (1)
- Isole Vergini Britanniche (10)
- Messico (4)
- Montserrat (2)
- Porto Rico (6)
- Rep. Dominicana (3)
- Saint Kitts e Nevis (5)
- Saint Lucia (1)
- Saint Vincent e Grenadine (7)
- Trinidad e Tobago (19)
- Turks e Caicos (6)
- Stati Uniti (94)

## Medagliati

### Uomini
| Specialità | Oro                                                                       | Prestazione | Argento                                                             | Prestazione | Bronzo                                                                      | Prestazione                                   |
| Corse piane |                                                                           |             |                                                                     |             |                                                                             |                                               |
| 100 m (vento +0.4 m/s) | Tyquendo Tracey                                                           | 10"04       | Kendal Williams                                                     | 10"11       | Cameron Burrell                                                             | 10"12                                         |
| 200 m (vento +1.7 m/s) | Kyle Greaux                                                               | 20"11       | Aaron Brown                                                         | 20"20       | Nigel Ellis                                                                 | 20"57                                         |
| 400 m | Demish Gaye                                                               | 45"47       | Nery Brenes                                                         | 45"67       | Fitzroy Dunkley                                                             | 45"76                                         |
| 800 m | Brandon McBride                                                           | 1'46"14     | Marco Arop                                                          | 1'46"82     | Wesley Vázquez                                                              | 1'47"63                                       |
| 1 500 m | Izaic Yorks                                                               | 3'51"85     | Patrick Casey                                                       | 3'51"87     | Charles Philibert-Thiboutot                                                 | 3'52"60                                       |
| 5 000 m | Hassan Mead                                                               | 14'00"18    | Riley Masters                                                       | 14'01"04    | Justyn Knight                                                               | 14'01"77                                      |
| 10 000 m | Lopez Lomong                                                              | 29'49"03    | Elkanah Kibet                                                       | 29'51"37    | Reed Fischer                                                                | 29'53"63                                      |
| Corse a ostacoli |                                                                           |             |                                                                     |             |                                                                             |                                               |
| 110 hs (vento +0.3 m/s) | Hansle Parchment                                                          | 13"28       | Aleec Harris                                                        | 13"49       | Shane Brathwaite                                                            | 13"52                                         |
| 400 hs | Kyron McMaster                                                            | 48"18       | Annsert Whyte                                                       | 48"91       | Khallifah Rosser                                                            | 49"13                                         |
| 3 000 siepi | Andy Bayer                                                                | 8'28"55     | Travis Mahoney                                                      | 8'29"29     | Jordan Mann                                                                 | 8'45"14                                       |
| Marcia |                                                                           |             |                                                                     |             |                                                                             |                                               |
| Marcia 20000 m | Evan Dunfee                                                               | 1h25'39"    | Nick Christie                                                       | 1h30'11"    | John Cody Risch                                                             | 1h36'05"                                      |
| Salti |                                                                           |             |                                                                     |             |                                                                             |                                               |
| Salto in alto | Jeron Robinson                                                            | 2,28 m      | Michael Mason                                                       | 2,28 m      | Donald Thomas Django Lovett                                                 | 2,28 m                                        |
| Salto con l'asta | Scott Houston                                                             | 5,45 m      | Shawnacy Barber                                                     | 5,40 m      | solo 2 atleti hanno portato a termine la gara                               | solo 2 atleti hanno portato a termine la gara |
| Salto in lungo | Marquis Dendy                                                             | 8,29 m      | Tajay Gayle                                                         | 8,24 m      | Ramone Bailey                                                               | 8,09 m                                        |
| Salto triplo | Jordan Díaz                                                               | 16,83 m     | Chris Benard                                                        | 16,73 m     | Keandre Bates                                                               | 16,58 m                                       |
| Lanci |                                                                           |             |                                                                     |             |                                                                             |                                               |
| Getto del peso | Darrell Hill                                                              | 21,68 m     | Tim Nedow                                                           | 21,02 m     | O'Dayne Richards                                                            | 20,89 m                                       |
| Lancio del disco | Fedrick Dacres                                                            | 68.47 m     | Traves Smikle                                                       | 65.46 m     | Reggie Jagers                                                               | 62.70 m                                       |
| Lancio del martello | Roberto Sawyers                                                           | 72.94 m     | Alex Young                                                          | 72.75 m     | Adam Keenan                                                                 | 72.72 m                                       |
| Lancio del giavellotto | Anderson Peters                                                           | 79.65 m     | Curtis Thompson                                                     | 76.02 m     | Markim Felix                                                                | 75.14 m                                       |
| Staffette |                                                                           |             |                                                                     |             |                                                                             |                                               |
| Staffetta 4×100 m | Canada Bismark Boateng Jerome Blake Mobolade Ajomale Aaron Brown          | 38"57       | Barbados Shane Brathwaite Mario Burke Burkheart Ellis Jaquone Hoyte | 38"69       | Trinidad e Tobago Nathan Farinha Jonathan Farinha Jalen Purcell Kyle Greaux | 38"89                                         |
| Staffetta 4×400 m | Stati Uniti Nathan Strother Obi Igbokwe Michael Cherry Kahmari Montgomery | 3'00"60     | Bahamas O'Jay Ferguson Teray Smith Michael Mathieu Alonzo Russell   | 3'03"80     | Cuba Leandro Zamora Adrián Chacón Rubén Caballero Yoandys Lescay            | 3'04"11                                       |
| record mondiale; record mondiale stagionale; record nord-centroamericano e caraibico; record dei campionati; record nazionale; record personale; record personale stagionale. |                                                                           |             |                                                                     |             |                                                                             |                                               |

### Donne
| Specialità | Oro                                                                     | Prestazione | Argento                                                                       | Prestazione | Bronzo                                                                  | Prestazione |
| Corse piane |                                                                         |             |                                                                               |             |                                                                         |             |
| 100 m (vento: +0.9 m/s) | Jenna Prandini                                                          | 10"96       | Jonielle Smith                                                                | 11"07       | Crystal Emmanuel                                                        | 11"11       |
| 200 m (vento: -0.3 m/s) | Shericka Jackson                                                        | 22"64       | Crystal Emmanuel                                                              | 22"67       | Phyllis Francis                                                         | 22"91       |
| 400 m | Stephenie Ann McPherson                                                 | 51"15       | Aiyanna Stiverne                                                              | 52"00       | Brionna Thomas                                                          | 52"19       |
| 800 m | Ajeé Wilson                                                             | 1'57"52     | Natoya Goule                                                                  | 1'57"95     | Rosemary Almanza                                                        | 2'00"15     |
| 1 500 m | Kate Grace                                                              | 4'06"23     | Shannon Osika                                                                 | 4'06"92     | Gabriela Stafford                                                       | 4'07"36     |
| 5 000 m | Rachel Schneider                                                        | 15'26"19    | Lauren Paquette                                                               | 15'39"40    | Kate Van Buskirk                                                        | 15'50"35    |
| 10 000 m | Marielle Hall                                                           | 33'27"19    | Rochelle Kanuho                                                               | 33'28"33    | Rachel Cliff                                                            | 33'30"16    |
| Corse a ostacoli |                                                                         |             |                                                                               |             |                                                                         |             |
| 100 hs (vento: +0.0 m/s) | Kendra Harrison                                                         | 12"55       | Danielle Williams                                                             | 12"61       | Andrea Vargas                                                           | 12"91       |
| 400 hs | Shamier Little                                                          | 53"32       | Janieve Russell                                                               | 53"81       | Georganne Moline                                                        | 54"26       |
| 3 000 siepi | Mel Lawrence                                                            | 9'45"36     | Emily Oren                                                                    | 9'56"66     | Megan Rolland                                                           | 9'59"85     |
| Marcia |                                                                         |             |                                                                               |             |                                                                         |             |
| Marcia 20000 m | Maria Michta-Coffey                                                     | 1h36'34"    | Mirna Ortiz                                                                   | 1h38'36"    | Katie Burnett                                                           | 1h39'31"    |
| Salti |                                                                         |             |                                                                               |             |                                                                         |             |
| Salto in alto | Levern Spencer                                                          | 1,91 m      | Elizabeth Patterson                                                           | 1,88 m      | Loretta Blaut                                                           | 1,82 m      |
| Salto con l'asta | Katie Nageotte                                                          | 4,75 m      | Yarisley Silva                                                                | 4,70 m      | Sandi Morris                                                            | 4,65 m      |
| Salto in lungo | Sha'Keela Saunders                                                      | 6,60 m      | Quanesha Burks                                                                | 6,59 m      | Tissanna Hickling                                                       | 6,38 m      |
| Salto triplo | Shanieka Ricketts                                                       | 14,25 m     | Tori Franklin                                                                 | 14,09 m     | Thea LaFond                                                             | 13,74 m     |
| Lanci |                                                                         |             |                                                                               |             |                                                                         |             |
| Getto del peso | Maggie Ewen                                                             | 18,22 m     | Cleopatra Borel                                                               | 17,83 m     | Jessica Ramsey                                                          | 17,80 m     |
| Lancio del disco | Yaime Pérez                                                             | 61,97 m     | Valarie Allman                                                                | 59,67 m     | Maggie Ewen                                                             | 59,00 m     |
| Lancio del martello | DeAnna Price                                                            | 74,60 m     | Jillian Weir                                                                  | 71,96 m     | Brooke Andersen                                                         | 70,05 m     |
| Lancio del giavellotto | Ariana Ince                                                             | 59,59 m     | Bethany Drake                                                                 | 54,07 m     | Coralys Ortiz                                                           | 53,11 m     |
| Staffette |                                                                         |             |                                                                               |             |                                                                         |             |
| Staffetta 4×100 m | Stati Uniti Kiara Parker Shania Collins Dezerea Bryantn Jenna Prandini  | 42"50       | Giamaica Shelly-Ann Fraser-Pryce Jura Levy Jonielle Smith Shericka Jackson    | 43"33       | Canada Shaina Harrison Crystal Emmanuel Phylicia George Jellisa Westney | 43"50       |
| Staffetta 4×400 m | Stati Uniti Briana Guillory Jasmine Blocker Kiana Horton Courtney Okolo | 3'26"08     | Giamaica Stephenie Ann McPherson Tiffany James Anastasia Le-Roy Christine Day | 3'27"25     | Canada Micha Powell Aiyanna Stiverne Travia Jones Alicia Brown          | 3'28"04     |
| record mondiale; record mondiale stagionale; record nord-centroamericano e caraibico; record dei campionati; record nazionale; record personale; record personale stagionale. |                                                                         |             |                                                                               |             |                                                                         |             |

## Medagliere
| Posizione | Paese                     | Oro | Argento | Bronzo | Totale |
| --------- | ------------------------- | --- | ------- | ------ | ------ |
| 1         | Stati Uniti               | 26  | 19      | 17     | 61     |
| 2         | Giamaica                  | 7   | 10      | 5      | 22     |
| 3         | Canada                    | 3   | 8       | 10     | 21     |
| 4         | Cuba                      | 2   | 1       | 1      | 4      |
| 5         | Costa Rica                | 1   | 1       | 1      | 3      |
| 5         | Trinidad e Tobago         | 1   | 1       | 1      | 3      |
| 7         | Grenada                   | 1   | 0       | 1      | 2      |
| 8         | Isole Vergini Britanniche | 1   | 0       | 0      | 1      |
| 8         | Saint Lucia               | 1   | 0       | 0      | 1      |
| 10        | Barbados                  | 0   | 1       | 1      | 2      |
| 10        | Guatemala                 | 0   | 1       | 0      | 1      |
| 12        | Bahamas                   | 0   | 0       | 2      | 2      |
| 12        | Porto Rico                | 0   | 0       | 2      | 2      |
| 13        | Dominica                  | 0   | 0       | 1      | 1      |
| Totale    | Totale                    | 42  | 42      | 42     | 126    |